# Condado de Jessamine
O Condado de Jessamine é um dos 120 condados do estado americano de Kentucky. A sede do condado é Nicholasville, e sua maior cidade é Nicholasville. O condado possui uma área de 452 km² (dos quais 3 km² estão cobertos por água), uma população de 39 041 habitantes, e uma densidade populacional de 87 hab/km² (segundo o censo nacional de 2000). O condado foi fundado em 1798. O condado proíbe a venda de bebidas alcoólicas.